# Tuplice
Tuplice (Duits: Teuplitz) is een dorp in het Poolse woiwodschap Lubusz, in het district Żarski. De plaats maakt deel uit van de gemeente Tuplice en telt 1500 inwoners.

## Verkeer en vervoer
- Station Tuplice